# Noyers-Missy
Noyers-Missy is een voormalige fusiegemeente (commune nouvelle) in het Franse departement Calvados, regio Normandië). 

Zij is ontstaan op 1 januari 2016 door de samenvoeging van de gemeenten Missy en Noyers-Bocage, maar werd op 1 januari 2017 zelf opgenomen in de fusiegemeente (commune nouvelle)  Val d'Arry. 
De plaats maakte deel uit van het arrondissement Vire .